# Piptocarpha auyantepuiensis
Piptocarpha auyantepuiensis là một loài thực vật có hoa trong họ Cúc. Loài này được Aristeg. miêu tả khoa học đầu tiên năm 1967.